# 이성희 (배구인)
이성희(李星熙, 1967년 9월 26일~)는 대한민국의 배구 선수, 지도자이다. 현재 인천 대한항공 점보스의 수석코치이다. 고려증권의 세터로 활동했으며, 고려증권 해체 이후 독일에 잠시 진출하여 활동하기도 했다.

## 학력
- 의림공업고등학교
- 서울시립대학교 학사
- 용인대학교 대학원 체육학 석사

## 경력
- 1983~1998 국가대표 배구 선수
- 1990~1998 고려증권 선수
- 1998~2000 독일 프로배구 분데스리가 Bayer SV 부퍼탈 선수
- 2000~2002 대한항공 선수
- 2002~2003 현대건설 코치
- 2003.5~2008.5 GS칼텍스 서울 KIXX 수석코치
- 2008.5~2010 GS칼텍스 서울 KIXX 감독
- 2009.5~2009.9 여자배구 국가대표팀 감독
- 2008.7 AVC컵 여자배구대회 대한민국 국가대표팀 감독
- 2011~2012.5 KGC인삼공사 수석코치
- 2012.6~2016.3 KGC인삼공사 감독
- 2016~2017 원곡고등학교 코치
- 2018~2021 고창흥덕초등학교 배구부 감독
- 2021.5~2023.4 페퍼저축은행 수석코치
- 2025.4~ 인천 대한항공 점보스 수석코치

## 수상
- 1996 슈퍼리그 서브왕, MVP, 베스트 6